# Martín Luis Guzmán
Martín Luis Guzmán Franco (n. 6 octombrie, 1887 – d. 22 decembrie, 1976) a fost un important romancier și jurnalist mexican din prima jumătate a secolului al XX-lea.
1. 1 2  Martin Luis Guzman, Encyclopædia Britannica Online, accesat în 9 octombrie 2017
2. 1 2  Autoritatea BnF, accesat în 10 octombrie 2015
3. 1 2  Martín Luis Guzmán, SNAC, accesat în 9 octombrie 2017
4. 1 2  The Fine Art Archive, accesat în 1 aprilie 2021
5. 1 2  Martín Luis Guzmán, Opća i nacionalna enciklopedija
6. ↑  Гусман Мартин Луис, Marea Enciclopedie Sovietică (1969–1978)[*]
7. ↑  Martín Luis Guzmán, Brockhaus Enzyklopädie, accesat în 9 octombrie 2017
8. ↑  Premio Nacional de Ciencias y Artes (PDF) (în spaniolă), accesat în 28 octombrie 2024